# ランフォードスープ
ランフォードスープ（英語: Rumford's Soup、ドイツ語: Rumfordsuppe, Rumfordsche Suppe、あるいはエコノミースープとも呼ばれる）は、栄養化学における初期の取り組みであった。バイエルン選帝侯カール・テオドールの顧問だったランフォード伯ベンジャミン・トンプソンが1800年頃考案し、ミュンヘンおよびバイエルンで消費された。ランフォードスープは貧しい人々や、バイエルン王国や王国軍が運営するワークハウスの収容者、囚人への配給に用いられた。トンプソンが「最初の本当のスープキッチンを設立した」としばしば考えられている。
改革の方策としてバイエルン政府は保護を必要とする人々のためにワークハウスを設立しようとしていた。トンプソンの仕事は、できるだけ安く、高カロリーで栄養のある食べ物を供給することだった。スープは当時ドイツ全土で慈善家たちに広く知れ渡り、トンプソンはスープキッチンを多くの都市に設置した。
ランフォードスープは19世紀および20世紀のかなりの期間、中央ヨーロッパにおいて安価な軍用食の基盤であった。

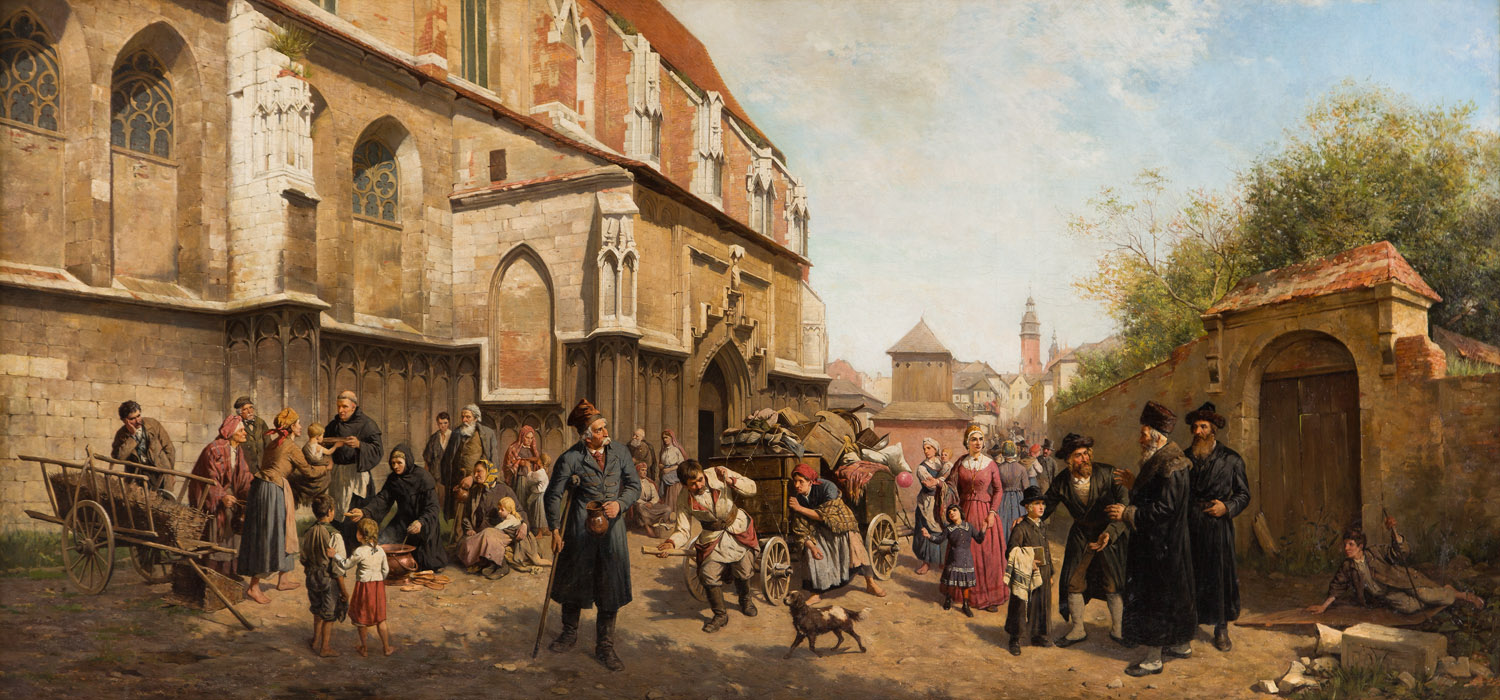
『クラクフの聖カタリナ教会前のラムフォードスープ』、ヒポリト・リピンスキ（Hipolit Lipiński）作、1883年。
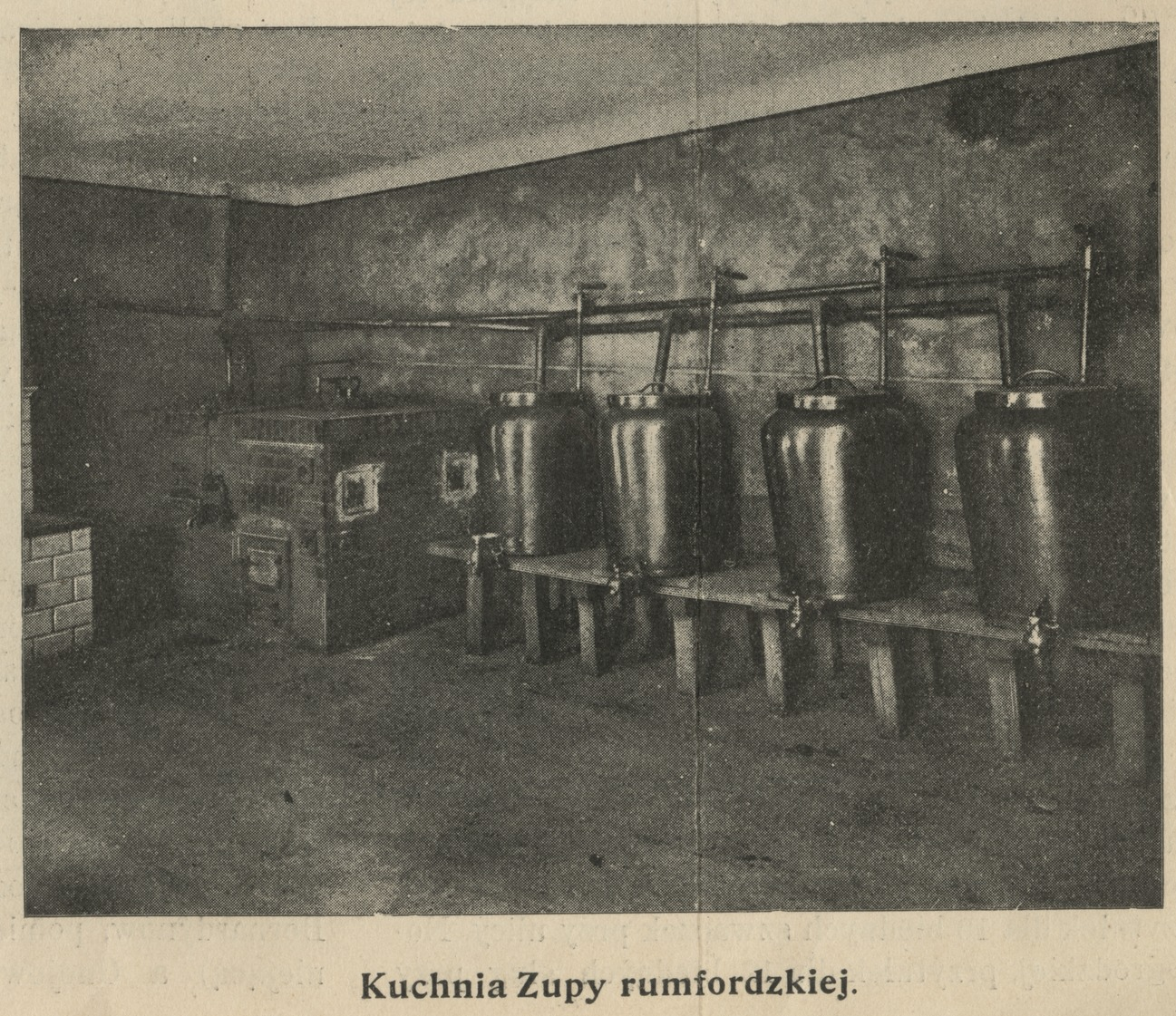
ランフォードスープの調理場、1897年。
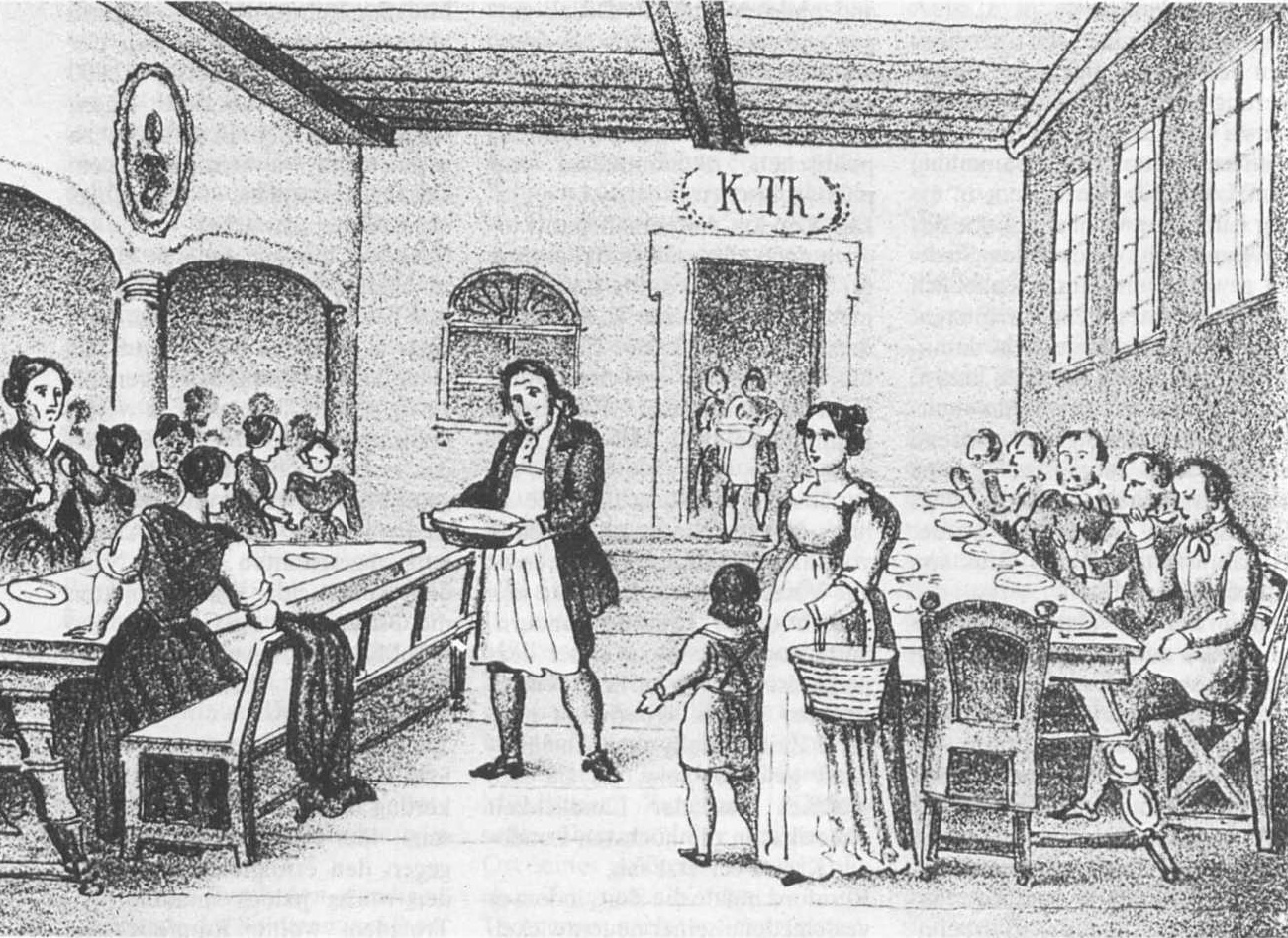
ミュンヘンに設立された最初期のスープキッチン、1793年。

## 材料
同量の丸麦（または挽き割り大麦）と乾燥エンドウ豆、その四倍量のジャガイモ、野菜、適量の塩とサワービールを加えてゆっくりと煮詰めてつくる。ジャガイモは途中からこの料理に使われるようになった。スープは主にパンと一緒に食べられた。トンプソンのレシピは、よく咀嚼させて食べる楽しみを引き延ばすために、パンを煮込まずに「スープを配る直前に添える」よう指示している。トンプソンは、大麦がスープを一層濃く、豊かにしていると書き記し、大麦を「イギリスの米」であると見なした。基本のレシピのほかに穀類と少量の肉などを入れるバージョンもあった。

## 栄養
ランフォードスープは高い栄養を最小の価格で供給するように設計されており、人が一日に最低限必要な栄養の三分の一を与えると見積もられている。ランフォードスープは必然的に低脂肪で、乾燥エンドウ豆によってタンパク質が多く、ジャガイモや大麦の複合糖質とビールの単純糖質を含んでいる。当時の知識では安価で栄養のある食べ物を作るという課題への最適解に近かった。残念ながらビタミンや微量元素の必要性は知られていなかったが、時にコーンやニシンが入ることで十分なビタミンCとビタミンDを補うことがあった。

## レシピの一例

### 材料(6人前)
- 大麦 1カップ
- 乾燥したエンドウ豆 1カップ
- 角切りジャガイモ 4カップ
- 月桂樹の葉 3〜4枚
- 乾燥タイム(タチジャコウソウ) 小さじ2杯
- 塩
- 水 3カップ
- 12オンスのビール 2本
- モルトビネガー(大麦を原料とする酢) 大さじ1杯以上
- パセリのみじん切り たっぷり

### 調理手順
- 1.ビールと酢以外の材料をすべて鍋に入れて沸騰させ、混合物が濃くなるまで（通常は約1時間半）煮込む。
- 2.ビールを加え、スープを再び沸騰させ、さらに20分ほど煮込む。
- 3.スープに酢を加えて味を調え、塩加減が適切かどうか確認する。
- 4.パセリを添えてスープを盛り付ける。

### 料理のコツ・ポイント
- 最初のレシピはミュンヘンにある救貧院向きに考案されて、当初はそこで醸造されたビールを使用する。しかしランフォードスープは欧州中に広まったため、伝統的なビールを使えば本物である。
- レシピの純粋さへのこだわりは必要なく、主な材料に魚以外のあらゆる種類のスープ、ハム、ベーコン、さまざまな種類のソーセージ、お好みのすりおろしたハードチーズなどを、それぞれ単独で、または組み合わせて加えることは構わない。味の調整に調味料、根菜、セロリとタマネギ、その他の緑のハーブ、カイエンペッパーまたはホットソース、コショウ、ウスターソースを加えることも推奨されている。[14]

畜産が未発達だった時代でコストを抑えるため、オリジナルのレシピは肉や卵など動物由来成分を使用していなく、意図せずに菜食主義者や宗教の食事制約を受ける者にも提供しやすい。
物価高騰が激しい2020年代初頭のアメリカにおいてながら、上述レシピのコストは（味付けための月桂樹、タイム、パセリを除けば）1食分あたり1ドル未満と計算された。

## 文化
現代でもミュンヘンのオクトーバーフェストなどで提供されている。